# Hans Sturm
Hans Sturm (Schönau an der Katzbach, 1935. szeptember 3. – Köln, 2007. június 24.) nyugatnémet válogatott német labdarúgó, fedezet. Fia Ralf Sturm élvonalbeli labdarúgó volt.

## Pályafutása

### Klubcsapatban
1951-ben kezdte a labdarúgást az 1. FC Köln csapatában, ahol 1955-ben mutatkozott be az első csapatban. 1955 és 1963 között 233 Oberliga West bajnoki mérkőzésen 66 gólt szerzett. 1963 és 1967 között 113 Bundesliga mérkőzésen lépett pályára és 17 gólt ért el. A kölni csapattal kétszeres nyugatnémet bajnok volt. 1967 és 1971 között a Viktoria Köln labdarúgója volt és itt fejezte be az aktív labdarúgást 1971-ben.

### A válogatottban
1958 és 1962 között három alkalommal szerepelt a nyugatnémet válogatottban. Tagja volt az 1958-as svédországi és az 1962-es chilei világbajnokságon részt vevő csapatnak.

## Sikerei, díjai
NSZK
- Világbajnokság
  - 4.: 1958, Svédország

 1. FC Köln
- Nyugatnémet bajnokság(1963-tól Bundesliga)
  - bajnok: 1961–62, 1963–64
  - 2.: 1959–60, 1962–63, 1964–65